# 葛金烺
葛金烺（1837年—1890年），字景亮，号煜珊，浙江平湖（今属嘉兴市）人。清朝诗人、金石书画家、收藏家、藏书家。
十岁能作诗，八次乡试落榜。光绪十二年（1886年）丙戌科二甲进士，同年五月，俱著主事分部学习。任刑部主事、湖广司主稿。官至户部郎中。
葛金烺劬学嗜书，葛金琅筑私人藏书楼名传朴堂，专注藏书，所藏卷本曾富甲一方，时与宁波天一阁、南浔嘉业堂并称浙江三大藏书楼。传朴堂以收藏地方志闻名，藏书达十万卷。其子葛嗣浵在這個基礎下，繼續擴充，三十年內积书逾四十万卷。
著有《爱日吟庐书画录》四卷、《续录》八卷、《别录》四卷、《传朴堂诗稿》。
有子葛云威、葛嗣浵。